# Denkmalgeschützte Objekte im Okres Zlaté Moravce

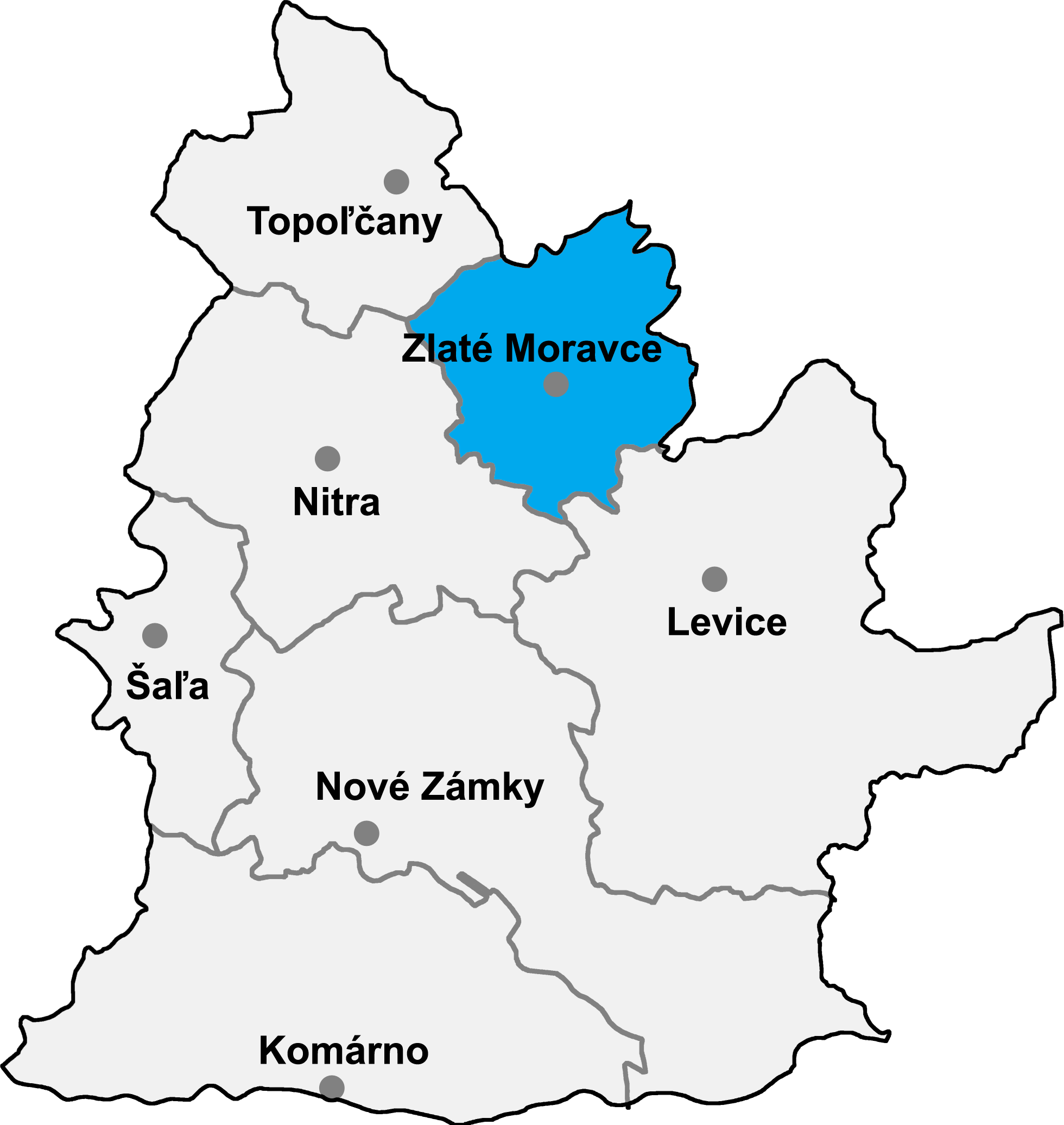

Im Okres Zlaté Moravce bestehen 109 denkmalgeschützte Objekte. Die unten angeführte Liste führt zu den Gemeindelisten und gibt die Anzahl der Objekte an. In Gemeinden, die nicht verlinkt sind, existieren keine geschützten Objekte.
| Gemeindeliste                     | Objektanzahl |
| --------------------------------- | ------------ |
| Beladice (Kleinbeladitz)          | 7            |
| Čaradice (Tharaditz)              | 0            |
| Červený Hrádok                    | 0            |
| Čierne Kľačany (Klatschan)        | 0            |
| Hostie                            | 13           |
| Hosťovce (Hostowitz)              | 0            |
| Choča                             | 0            |
| Jedľové Kostoľany                 | 3            |
| Kostoľany pod Tribečom            | 3            |
| Ladice (Laditz)                   | 1            |
| Lovce (Lotze)                     | 0            |
| Machulince (Mahulintz)            | 0            |
| Malé Vozokany                     | 4            |
| Mankovce (Mankowitz)              | 0            |
| Martin nad Žitavou (Sankt Martin) | 2            |
| Nemčiňany (Nemtschin)             | 1            |
| Neverice (Nüweritz)               | 13           |
| Nevidzany (Newitzan)              | 0            |
| Obyce (Obitz)                     | 2            |
| Skýcov                            | 5            |
| Slepčany (Sleptschan)             | 0            |
| Sľažany (Slasan)                  | 0            |
| Tekovské Nemce (Nemtze)           | 0            |
| Tesárske Mlyňany                  | 0            |
| Topoľčianky (Kleintopoltschan)    | 35           |
| Velčice (Weltschitz)              | 1            |
| Veľké Vozokany                    | 2            |
| Vieska nad Žitavou                | 2            |
| Volkovce (Walkowitz)              | 1            |
| Zlaté Moravce (Goldmorawitz)      | 13           |
| Zlatno                            | 1            |
| Žikava                            | 0            |
| Žitavany                          | 0            |